# 南赛县
南赛县（英語：Namsai district）是印度阿鲁纳恰尔邦的一个县。该县为阿鲁纳恰尔邦少数无主权争议的县之一。
2014年8月15日，自洛西特县析出置南赛县，為阿鲁纳恰尔邦第18个县。南赛县居民主要为傣族，2001年人口11582人，首府为南赛。根据印度2011年的人口普查，南赛县在册部落人口为9385人(坎底傣)。